# John Anglin

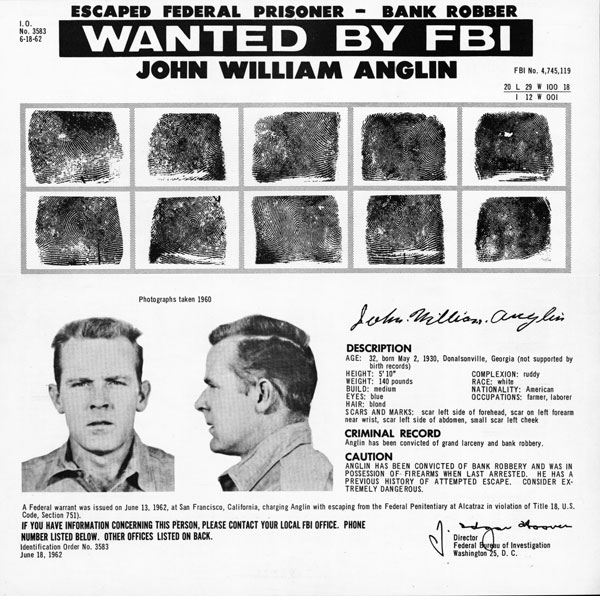
John William Anglin

John William Anglin, född 2 maj 1930 i Donalsonville, Georgia, saknad sedan 11 juni 1962, var/är en amerikansk rymling från fängelset Alcatraz. Anglin satt fängslad för bankrån. Han rymde ihop med brodern Clarence Anglin och kamraten Frank Lee Morris den 11 juni 1962. Det är oklart om någon av dem överlevde flykten. Enligt dokumentären "Alcatraz search for the truth" klarade Morris och de två bröderna flykten.
I filmen Flykten från Alcatraz (1979) spelas Anglin av Fred Ward.